# ブート・ジョロキア
ブート・ジョロキア（ブット・ジョロキア、'Bhut Jolokia'）とはトウガラシ属の栽培品種。

## 概要
北インド（アッサム州、ナガランド州、マニプル州）およびバングラデシュ産のトウガラシ属の品種である。2007年にギネス世界記録でハバネロ（およびその栽培品種レッドサヴィナ）を抜いて世界一辛いトウガラシとして認定された(非公式では別のトウガラシであるキャロライナ・リーパーやドラゴンズ・ブレスに抜かれ、現在はペッパーXが一位である)。
ドーセット・ナガという種が非公式世界一と囁かれているが、これはバングラデシュのシレットからブート・ジョロキアの種を持ち帰りイングランドのドーセットで育てたもの。もともとはバングラデシュ産が原産である。現在、インド産とバングラデシュ産の間で同種・異種を巡り議論が行われているが、それに関してはバングラデシュの企業が調査を行っている。
分類についてはキダチトウガラシ (Capsicum frutescens) かカプシクム・キネンセ (Capsicum chinense) かで意見の相違がみられ、DNA鑑定の結果では双方の遺伝子が見られた。
熟した実は長さ60 mm（ミリメートル）から85 mm、幅25 mmから30 mmで色はオレンジまたは赤。ハバネロに似るが表面はザラザラしており凹凸がある。

## 名称
原産地のアッサム語でজলকীয়া（ジョロキア）は唐辛子の実、ভোট-জলকীয়া（ブット・ジョロキアまたはボット・ジョロキア）は「チベット唐辛子」を意味する。ভোট（ブットまたはボット「チベット人、ブータン人」）とアッサム語では発音が母音だけの違いとなり、同じくBhutとアルファベット表記されるভূত（ブットまたはブート）が「幽霊」を意味していることから英語で「ghost chili」または「ghost pepper」と呼ばれることもある。日本語でブート・ジョロキアまたはブット・ジョロキアと呼ばれる場合にも、この意味で説明されることがある。アッサム語ではবিহ-জলকীয়া（ビフ・ジョロキア Bih Jolokia、「毒唐辛子」）、বৰবিহ জলকীয়া（ボルビフ・ジョロキア Borbih Jolokia、「猛毒唐辛子」）ともされ、アッサム州東部からナガランド州に分布する少数民族に結びつけたনগা/নাগা জলকীয়া（ノガ・ジョロキアまたはナガ・ジョロキア、「ナガ族の唐辛子」）という名称もある（注・現在は主にcapsicum annum種がこの名前で流通している）。2000年に最初に報告された時の品種名ナガーハーリー NagahariやそのAP通信による報道で使われた Naga Jolokia、またバングラデシュ産品のベンガル語名 নাগা মরিচ（ナガ・モリチ Naga Morich）でも、Nagaは本来この民族名「ナガ」であると考えられるが、英語では同じ綴りになるナーガ「コブラ」に結び付けられやすい。ナガランド州の南、マニプル州で話されるマニプリ語ではঊমোৰোক（ウモロ Oo-Morok、Oo=「木」、Morok=「唐辛子」）と呼ばれる。ヒンディー語ではराजा मिर्चा（ラージャー・ミルチャー Raja Mircha、「唐辛子の王」の意）と名づけられた。
主産地のナガランド州、及びマニプール州ナガ地域では、ラジャーマルチャーと呼ばれるのが一般的で、ジョロキア名は全く通じない。原住民の生産に対して学術研究が全く別に行われた結果である。原産地も辛味の量や食文化の形態、研究の歴史背景からアッサムではなくナガランドと考えるのが妥当。現地人の間ではNungba産が最も美味しく、Nubgba Chilliと呼ばれて有名。主に豚肉の煮物の味付けに、発酵竹の子と共に使われる。
なお同種を使用した菓子「魔王ジョロキア」を発売した東ハトの公式ページでは当初「バフット・ジョロキア」と称していた。ヒンディー語でबहुत (bahut) は「とても」の意味。

## 辛味
2000年、インドの防衛研究所 (Defence Research Laboratory、DRL) はブート・ジョロキアのスコヴィル値 (SHU) を855,000SHUと報告した。2004年、インドの会社は1,041,427SHUを報告した。これはハバネロのほぼ2倍に相当する。なお純粋なカプサイシンは15,000,000 - 16,000,000SHUである。
2005年、ニューメキシコ州立大学トウガラシ研究所のポール・ボスランド (Paul Bosland) 名誉教授がニューメキシコ州南部・ラスクルーセス近郊で種から育てたものからHPLCで1,001,304SHUを記録した。
2007年2月には、世界一辛い唐辛子としてギネス世界記録に認定された。
その後、より辛いキャロライナ・リーパー（Carolina Reaper、「カロライナの死神」の意、サウスカロライナ州の耕作者が生産）が現れ、2012年の測定では平均1,569,300 スコヴィルであった。更に2017年には、イギリスで開発されたドラゴンズ・ブレス（248万スコヴィル）が最も辛い唐辛子とされた。その数ヶ月後、ペッパーXが318万スコヴィルを記録し、世界一辛いトウガラシとなった。
気候がブート・ジョロキアのスコヴィル値（主観テストによる辛さの指標）に与える影響は大きい。アッサム州テズプルとマディヤ・プラデーシュ州グワーリヤルで育ったものでは、気温は同程度だが乾燥した気候の後者ではカプサイシン含有量が半分以下となっていた。素手で触るとかぶれるなどして危険なため取り扱い時はゴム手袋等を着用する必要がある。ジョロキアに触れた後は決して目を擦ったりしてはならない。

## 利用
産地では香辛料として用いる他、生食することもある。薬用としては胃の不調を整えたり、発汗を促して夏の暑さを乗り切るために用いられる。北東インドでは、畑や民家を荒らす野生のアジアゾウを撃退するためにすり潰して柵に塗ったり、対ゾウ用のトウガラシ発煙筒を開発する試みがなされている。

## 育成
基本は、唐辛子の育て方でよいが原産国の気象の影響を色濃く継いでおり比較的高温（約20～30度）を好む。この影響で種から育てる場合、日本の気候では秋から春初頭にかけて種蒔きをすると発芽はするがそれ以降育たず枯れる事が多い。一般的には早くて3月、できれば4月頃に植えるのがよいとされる。発芽までは約2週間掛かるとされ、発芽してからそれなりの姿になるまでが上記理由から峠とされている。実の収穫ができるのは早くて8月頃、一般的には9月頃とされているが苗のサイズにもより必ずしもそうであるとは限らない。実が出来始めて初期は緑色だが日が経つにつれて赤くなっていく所は一般的な唐辛子と同じである。違う点としては、鷹の爪のようなほっそりとした姿ではなく、デコボコした皮の影響で赤い獅子唐に近い。収穫時の注意点として、ハバネロの2倍近い強烈なカプサイシン量を誇るためゴム手袋、できればマスクとゴーグルを使用する。うっかり皮膚に接触すると後々痛みが走る。また、その気化した汁を吸引するだけで喉や鼻、肺などに違和感や痛みが生じる場合がある。触った後の手で、粘膜や皮膚の薄い場所（鼻をほじったり目を拭いたりなど）は絶対に触らないようにしたい。特に、トイレに入るときは注意。